# یواس‌اس گالالا (ای‌اوجی-۲۸)
یواس‌اس گالالا (ای‌اوجی-۲۸) (به انگلیسی: USS Gualala (AOG-28)) یک کشتی بود که طول آن 220 ft 6 in بود. این کشتی در سال ۱۹۴۴ ساخته شد.